# جوليين دي سارت
جوليين دي سارت (23 ديسمبر 1994) هو لاعب كرة قدم بلجيكي يلعب في مركز الوسط في نادي الريان القطري.
في 31 يوليو 2024، أعلن نادي الريان عن نجاحه في التعاقد مع جوليان دي سارت قادمًا من نادي جينت البلجيكي، بدايةً من منافسات الموسم الجديد.

## مسيرته

### مع المنتخبات
- منتخب بلجيكا تحت 17 سنة لكرة القدم،
- منتخب بلجيكا تحت 18 سنة لكرة القدم
- منتخب بلجيكا تحت 19 سنة لكرة القدم
- منتخب بلجيكا تحت 21 سنة لكرة القدم
- منتخب بلجيكا الوطني لكرة القدم للشباب [الإنجليزية]‏

### مع النوادي
- ستاندارد لييج البلجيكي
- ميدلزبره الإنجليزي
- جينت البلجيكي
- الريان القطري

## وصلات خارجية
- جوليين دي سارت على موقع الاتحاد البلجيكي (الإنجليزية)
- جوليين دي سارت على موقع قاعدة بيانات كرة القدم.إي يو (الإنجليزية)
- جوليين دي سارت على موقع Soccerbase.com (لاعب) (الإنجليزية)
- جوليين دي سارت على موقع Soccerway.com (الإنجليزية)
- جوليين دي سارت على موقع عالم كرة القدم.نت (الإنجليزية)
- جوليين دي سارت على موقع AS.com (الإسبانية)